# Hippotis triflora
Hippotis triflora är en måreväxtart som beskrevs av Hipólito Ruiz López och Pav.. Hippotis triflora ingår i släktet Hippotis och familjen måreväxter. Inga underarter finns listade i Catalogue of Life.